# Ablerus biguttatibiae
Ablerus biguttatibiae is een vliesvleugelig insect uit de familie Aphelinidae. De wetenschappelijke naam is voor het eerst geldig gepubliceerd in 1924 door Girault.